# Ort

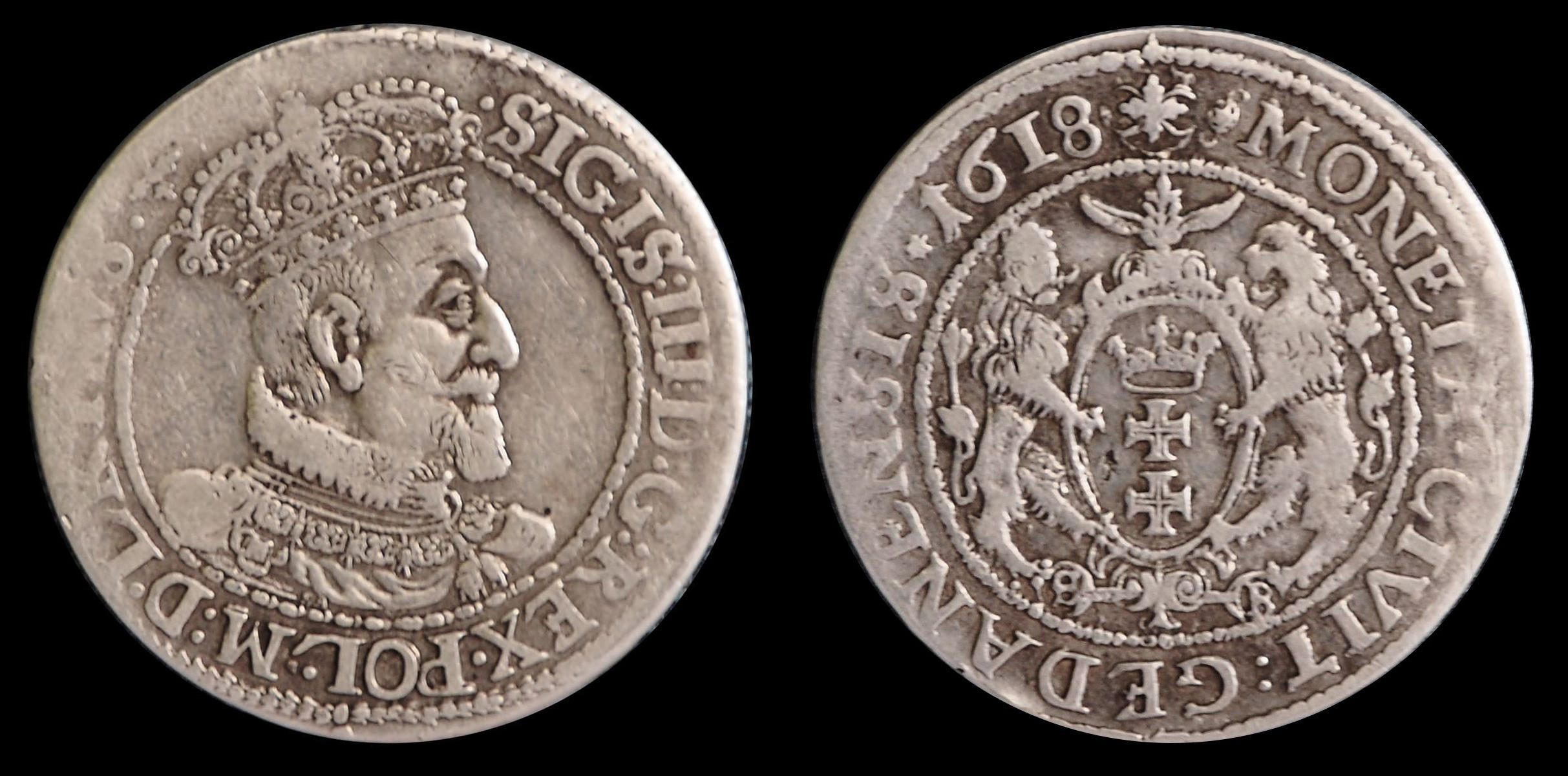
Ort polonez emis de Sigismund III Vaza în 1618

Ort (plural orți; din germană prin filieră poloneză) a fost o monedă de mărime medie (circa 7 grame), de argint, cu valoarea unui sfert de leu vechi sau de taler vechi (=zece parale). Sfertul de taler s-a numit la început „ortstaler”, denumire care ulterior s-a redus la forma ort. În limba veche germană ort înseamnă „o pătrime”. 

## Etimologie
Cuvântul românesc ort este un împrumut din germană Ort, și prin filieră poloneză ort.

## Circulație
A circulat în Europa în Evul Mediu, inclusiv în țările române. În secolul al XVIII-lea au circulat orți polonezi, turcești și orți emiși de Brandenburg.
Domnul Moldovei Ioan Iacob Heraclide (Despot Vodă) a încercat în anii 1561-1563 să impună un nou sistem monetar în consens cu realitățile de pe piață. Ca urmare, monetăria din Suceava a emis în acești ani ducați (aur), taleri, orți, dinari (argint) și oboli (aramă).
Ortul, sub denumirea de ort bătut, era folosit și ca monedă de calcul.

## Folosirea modernă a cuvântului „ort”
Deși această monedă nu mai este de mult în circulație, cuvântul „ort” continuă să fie folosit într-o expresie argotică a limbii române: 
Numele de ort a rămas în română în sintagma a(-și) da ortul popii (echivalent pentru „a muri”), o aluzie la banul ce se pune(a) în mâna mortului ca să-și plătească vămile văzduhului. Această cutumă este un relict al vechiului obicei păgân de punere a unui obol sub limba proaspeților decedați, întâlnit și în Grecia Antică.